# De Vrijheid van Ronse
De Vrijheid was een vrijgoed van circa 5 hectare op het grondgebied van Ronse en was tot aan de Franse Revolutie een afzonderlijke feodale heerlijkheid. De Vrijheid was een omheind goed dat volledig in handen was van de clerus en was als het ware een stad binnen de stad. De vroegste beschrijving en vermelding van De Vrijheid dateert uit 1315 in een bevoegdheidsconflict tussen de baljuws van De Vrijheid en deze van de stad.

## Historiek

### Ontstaan
Circa 630 stichtte Sint-Amand de eerste religieuze nederzetting aan de Molenbeek in Ronse waar zich nu de Sint-Hermeskerk bevindt. Zowel de stichting van het ‘Tenement van Inde’ rond 860 en de heropleving van het oude monasterium in 940 door een nieuwe religieuze gemeenschap die ijverden voor de terugkeer van de relieken van Sint-Hermes, zijn mogelijke aanknopingspunten voor het ontstaan van De Vrijheid.
De cultus rond de relieken van Sint-Hermes lokte veel pelgrims naar Ronse waardoor een economische bedrijvigheid ontstond, zoals handel en herbergen voor de vele pelgrims. Door deze economische impuls ontstond er gaandeweg binnen de grenzen van De Vrijheid op de Kleine Markt een eerste stedelijke kern. 
De economische zelfstandigheid was een belangrijke voorwaarde voor het onafhankelijke voortbestaan van het gebied. Maar naast die economische zelfstandigheid, had De Vrijheid ook een eigen rechtsmacht, vierschaar en galg.  Het ‘Tenement van Inde’ stond onder het patronaat van de abdij van Inden Kornelimünster en bestond aanvankelijk uit 25 dorpen tot over de taalgrens, die vanuit De Vrijheid door de kapittelproost van het kapittelgoed van Wadimont bestuurd werden.

### Neergang
In de nadagen van de godsdienstoorlogen boette De Vrijheid aan belang in.  Naast de krimpende bevoegdheden, verdwenen ook de grenzen in het oude stadscentrum. De grachten en hagen, die de fysieke grens van De Vrijheid markeerden, gingen op in verkavelingen.
Het Sint-Hermeshof en de vrijheerlijkheid Landenbourg verdwenen tijdens de Franse Revolutie definitief van de kaart bij de afschaffing van alle kerkelijke en adellijke privileges.
Vandaag de dag herinneren verschillende gebouwen ons nog aan De Vrijheid zoals die vroeger bestond: Sint-Pieterskerk, waarvan vandaag enkel nog de funderingen overblijven, de Sint-Martenskerk die in 1897 verkocht werd als garage, de Sint-Hermesbasiliek met de restanten van het kapittelhuis, de omgang, het kerkhof met grafdelvershuisje "Uutvercoren", de Kleine Markt met de aanpalende horeca en de school aan het Kaatsspelplein. Allemaal gaan ze rechtstreeks terug op hun Middeleeuwse antecedenten.

## Referentie
1. ↑  https://web.archive.org/web/20120112155809/http://www.ontdekronse.be/nl/historisch/artikel/de-vrijheid